# Panzeraufklärungstruppe (Bundeswehr)

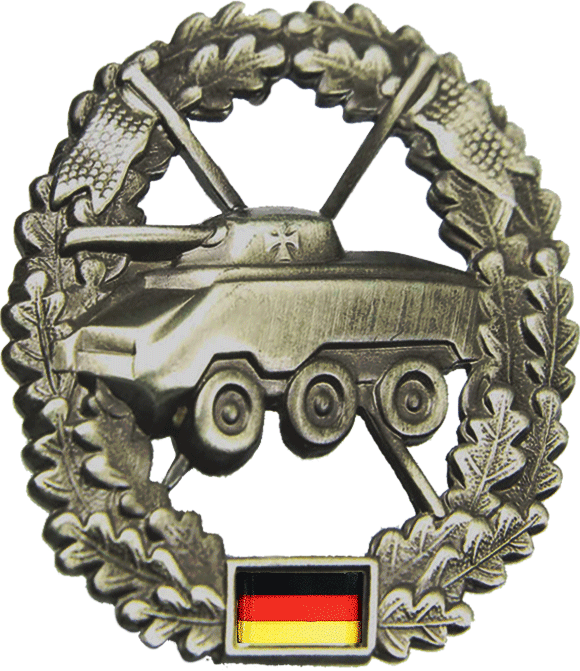
Einstiges Truppengattungsabzeichen der Panzeraufklärungstruppe

Die Panzeraufklärungstruppe war eine Truppengattung im Heer der Bundeswehr. Hauptaufgabe der Panzeraufklärer waren Aufklärung und Erkundung unbekannten Geländes. Dazu verfügte die Panzeraufklärungstruppe über Späh- und Kampfpanzer. Die Panzeraufklärungstruppe zählte zu den Panzertruppen und war damit Teil der Kampftruppen.
Die Panzeraufklärungstruppe wurde 2008 aufgelöst. Personal und Gerät wurden zur Aufstellung der Heeresaufklärungstruppe herangezogen.

## Aufgaben und Taktik

Taktisches Zeichen

Hauptaufgabe der Panzeraufklärungstruppe war die Aufklärung im Einsatzraum der übergeordneten Brigade oder Division. Der Führung sollte eine möglichst aktuelle, genaue und zur erleichterten Entscheidungsfindung verdichtete Meldung zur Lage übermittelt werden. Die Panzeraufklärungstruppe war dabei Teil des „Informationsverbundes Aufklärung“, in dem beispielsweise im Heer auch Aufklärungskräfte der Artillerie, Fernspäher und die Fernmeldetruppe EloKa wirkten (vgl. dazu auch → diesen Abschnitt im Artikel zur Heeresaufklärungstruppe). Die Spähtrupps besetzten Aufklärungspunkte von dauerhaftem Interesse und operierten auf sich gestellt möglichst unauffällig nach dem Motto der Truppe „videre sine videri“ (Deutsche Übersetzung aus dem Lateinischen: „Sehen ohne selbst gesehen zu werden“). Die Eindringtiefe konnte von 30 bis zu 70 Kilometer hinter den feindlichen Linien liegen. Besonders geeignet dazu waren leichte Spähtrupps mit Luchs. Panzeraufklärer verstanden sich deshalb als eine besonders selbstständige, unabhängige Truppe, denn die eigene Entscheidung bestimmte weit stärker über Erfolg oder Misserfolg als bei anderen Truppengattungen. Der Einsatz gepanzerter Spähtrupps erfolgte oft, um Ergebnisse von Aufklärungsmitteln anderer Truppengattungen des Informationsverbundes Aufklärung zu bestätigen, zu ergänzen und das weitere Verhalten des Feindes zu überwachen. Mit ihren gepanzerten Fahrzeugen, insbesondere mit Kampfpanzern, war die Panzeraufklärungstruppe aber auch in der Lage, Aufklärung durch Kampf zu leisten. Weiterhin war die Truppe befähigt zum Überwachen großer Räume und Flanken, eingeschränkt zur ABC-Aufklärung sowie dem Einrichten und Aufrechterhalten weiterreichender Fernmeldeverbindungen zu und zwischen anderen Truppenteilen. In der modernen Panzeraufklärungstruppe kamen neben den etablierten optischen Systemen zunehmend elektronischen Aufklärungssystemen wie Radar und Sensoren Bedeutung zu.
Die Truppe wirkte im Gefecht der verbundenen Waffen mit Kampf- und Kampfunterstützungstruppen zusammen, wurde aber nicht vorrangig in den Gefechtsarten oder zur Sicherung von Räumen und Objekten eingesetzt, denn ein Aufreiben der Truppe war zu vermeiden, um die Aufklärungsfähigkeit zu erhalten. Die Panzeraufklärungstruppe mit ihren gepanzerten Fahrzeugen war in den Auslandseinsätzen zuletzt häufig im erweiterten Aufgabenspektrum wie dem Konvoi-Schutz, Überwachen von Marschstraßen oder Herstellen und Halten von Fernmeldeverbindungen über weite Entfernungen, eingesetzt.
Die Schwerpunkte der Aufklärung bestanden aus folgenden Bestandteilen:
1. Korps-Ebene: elektronische Aufklärung durch Fernmeldebataillon ELOKA
2. Divisions-Ebene: technische Aufklärung durch Beobachtungsbataillone (i.d. Regel Artillerie)
3. Brigade-Ebene: Spähaufklärung durch Brigadespähzug (BrigSpähZg)

### Gefechtsfeldradar
Die Verantwortung der Gefechtsfeldradarsysteme lag entsprechend ihrer Reichweite in der Verantwortung der Brigaden, bzw. Kampftruppenbataillone.
Häufig sollte dieses Verfahren als stehender Spähtrupp nah am Feind praktiziert werden. Diese bestanden aus kleineren und leichten Spähtrupps mit weitreichender Fernmeldeausstattung und leichter Bordmaschinenwaffen, wie zum Beispiel Bord-MG.

### Panzeraufklärungskompanie TPz
Die mit TPz Fuchs ausgestattete PzAufklKp bildete die Infanteriekomponente eines PzAufklBtl.:
- abgesessenen Spähtrupps, Handstreichen gegen Sprengsicherungskommandos, Überwachen von Lücken etc.
- Halten von unübersichtlichen Geländeabschnitten für die Verteidigung eines Kampftruppenbataillons
- wechselnde Sicherungsaufgaben aller Art
- in der Gefechtsart Verzögerung oder Angriff fehlt dem PzAufklBtl eine Spähpanzerkompanie. Dies könnte mit der Unterstellung einer Panzergrenadierkompanie gelöst werden.

## Geschichte
In der Geschichte der Panzertruppe wurde mehrfach die Aufgabenstellung der vorgelagerten Panzeraufklärungstruppe in einer Doppelrolle als Aufklärung oder Kampf bzw. Aufklärung durch Kampf diskutiert.
Im Gefecht kommt der Panzeraufklärungstruppe hauptsächlich die Aufklärung angreifender Panzer- und Mot-Schützenverbände zu. Dazu wurden den Panzeraufklärern, insbesondere in der Verwendung als Verzögerungsverband, Panzergrenadiere, Panzerjäger, Panzerpioniere und Panzermörser unterstellt. Neben dem Fühlungshalten rechnete man auch die Überwachung der feindlichen Panzerbewegungen dazu.
Je nach Aufgabenstellung und Schwerpunkt wurde dem in Struktur und Bewaffnung eines Panzeraufklärungsbataillons Rechnung getragen.
Diese Problematik wurde von Guderian bereits angesprochen:

„Aufklärung ist die Hauptaufgabe der Panzeraufklärungstruppe. - Um sich gegen die feindliche Aufklärung durchzusetzen und einen feindlichen Sicherungsschleier durchstoßen zu können, bedarf das Panzeraufklärungsbataillon einer gewissen Kampfkraft. Ich sage ausdrücklich einer gewissen Kampfkraft, denn dosiert man sie zu groß, wird sie sofort zweckentfremdet. […] Man muss sich entscheiden, ob die Panzeraufklärungsverbände in erster Linie aufklären oder kämpfen sollen. Für beide Lösungen gibt es Gründe. Aber man verlangt nicht beides von einem Verband. Das führt zwangsläufig zur Schizophrenie.“

### Heeresstruktur 1 (1956–1958)
Die Heeresstruktur 1 sah erstmals in der deutschen Militärgeschichte die Panzeraufklärer als eigenständige Truppengattung vor. Die sechs Panzerdivisionen sollten über je ein Panzeraufklärungsbataillon (3, 5, 7, 10, 11 und 12) verfügen, die Panzergrenadierdivisionen, die Gebirgs- und die Luftlandedivision über jeweils eine Panzeraufklärungskompanie. Strukturell orientierte man sich stark an der Panzeraufklärungsabteilung Typ 1944 (Panzerdivision).
Ausgestattet waren die Bataillone mit den offenen Kettenfahrzeugen Bren Carrier sowie dem leichten Kampfpanzer M 41. Im Kalten Krieg gingen die Militärplanern der NATO von einem Aufeinandertreffen großer gepanzerter Kampfverbände der beiden Machtblöcke aus. Deshalb befähigte man die Panzeraufklärung zur Aufklärung durch Kampf mit Hilfe von Kampfpanzern.
Ein Panzeraufklärungsbataillon einer Grenadierdivision der Heeresstruktur 1 verfügte über:
- Stabskompanie
- 1 Panzerspähkompanie mit je 5 schweren Spähtrupps (mit je 2 Kampfpanzern M 41)
- 1 Panzeraufklärungskompanie mit je 11 leichten Spähtrupps (mit je 2 Kettenfahrzeugen Bren Carrier)
- Versorgungskompanie

Ein Panzeraufklärungsbataillon einer Panzerdivision der Heeresstruktur 1 verfügte über:
- Stabskompanie
- 2 Panzerspähkompanien mit je 5 schweren Spähtrupps (mit je 2 Kampfpanzern M 41)
- 2 Panzeraufklärungskompanien mit je 11 leichten Spähtrupps (mit je 2 Kettenfahrzeugen Bren Carrier)
- Versorgungskompanie

Die bei allen Bataillonen vorhandenen Mörser- und Pionierzüge waren entsprechend größer oder kleiner.

### Heeresstruktur 2 (1959–1970)

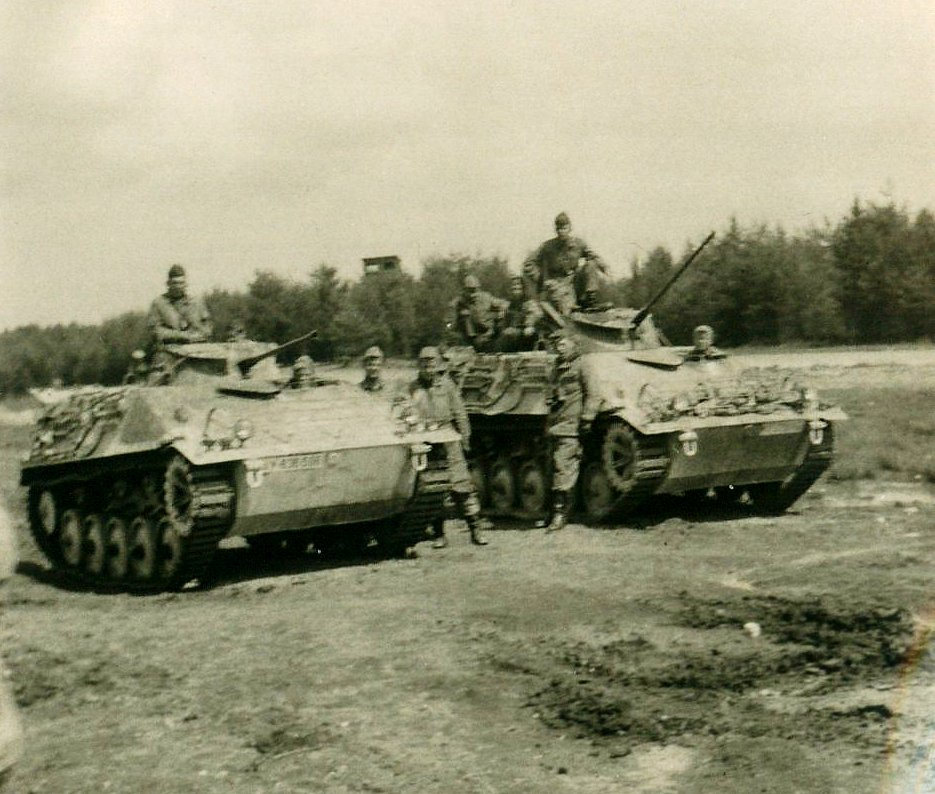
Schützenpanzer kurz (SPz 10) Hotchkiss des Spähzuges der Stabskompanie (später Panzerspähzug 350) der Panzergrenadierbrigade 35, 1967

In dem Streben kleinere, mobilere Verbände zu schaffen, wurden ab 1959 Brigaden unterhalb der Divisionen als selbstständig operierende Großverbände aufgestellt. Bei der Umsetzung der neuen Heeresstruktur 2 wurden die Aufklärungskräfte der Divisionen zugunsten von Panzeraufklärungskompanien bei den Brigaden reduziert.
Nur zwei Jahre später wurden die Bataillone in der Erkenntnis, dass diese zur Erzwingung von Aufklärungsergebnissen über zu wenig Kampfkraft verfügen, wieder verstärkt. Bei den Brigaden verblieben Panzerspähzüge.
Ab 1960 wurde der Bren Carrier durch den Schützenpanzer kurz (SPz 10) Hotchkiss ersetzt, der mit einer 20-mm-Bordkanone ausgestattet war. Beginnend ab 1965 wurden die M 41 durch Kampfpanzer Leopard 1 oder Kampfpanzer M 48 ersetzt.
Struktur der Panzeraufklärungsbataillone in der Heeresstruktur 2 (Stand November 1961):
- Stabs- und Versorgungskompanie, u. a. mit einem Radarzug
- 2 Panzeraufklärungskompanien mit 4 schweren Spähtrupps (mit je 2 M41 und 1 SPz 10) und 2 leichten Spähzügen (mit je 4 leichten Spähtrupps bestehend aus je 2 SPz 10)
- schwere Kompanie bestehend aus 2 Schützenpanzerzügen (je 9 SPz 10), 2 Panzerzügen (je 6 M 41), 1 Panzermörserzug (6 mittlere Panzermörser 81 mm) sowie 1 Pionierzug (mit MTW 113)

### Heeresstruktur 3 (1970–1979)
Der Wechsel zur Heeresstruktur 3, mit der die NATO-Strategie der Flexible Response strukturell umgesetzt wurde, ergab für die Panzeraufklärungsbataillone keine Veränderungen.
Ab 1975 wurde der Schützenpanzer kurz gegen den schwimmfähigen 8-Rad-Spähpanzer Luchs, der mit einer 20-mm-Bordkanone bewaffnet war, ersetzt. Im Panzeraufklärungslehrbataillon 11 in Munster und im Panzeraufklärungsbataillon 3 in Lüneburg wurden die schweren Kompanien mit dem Schützenpanzer Marder ausgestattet. Diese Bataillone hatten in der Heeresstruktur 3 folgende Struktur:
- Stabs- und Versorgungskompanie, u. a. mit einem Radarzug
- 2 Panzeraufklärungskompanien mit 2 leichten Spähzügen (mit je 4 leichten Spähtrupps mit je 2 SpPz Luchs) und 1 schweren Spähzug (mit 3 schweren Spähtrupps mit je 3 KPz Leopard 1)
- schwere Kompanie bestehend aus 2 Schützenpanzerzügen (je 5 SPz Marder), 2 Panzerzügen (je 5 KPz Leopard 1), 1 Panzermörserzug (6 Panzermörser 120 mm) sowie 1 Pionierzug mit 2 Pioniergruppen MTW M113 und Schlauchbootbrückengerät MLC 60

Die übrigen Bataillone waren noch statt mit SPz Marder und SpPz Luchs mit SPz kurz, und statt mit dem Kampfpanzer Leopard 1 mit dem Kampfpanzer M48 ausgestattet.

### Heeresstruktur 4 (1980–1990)
Ein Panzeraufklärungsbataillon der Heeresstruktur 4 bestand aus 31 bis 34  Kampfpanzern und 31 Spähpanzern mit einer Gliederung, die prinzipiell auf Spähtrupps zugeschnitten war. Die Konzentration auf die Kampfpanzerkomponente führte zwangsläufig zu einer Ausrichtung auf Kampfaufträge. In der Führungsvorschrift der Panzertruppe war den schweren und leichten Spähzügen ein Aufgabenspektrum von Gefechtsaufträgen wie Aufklärung, Sicherung und Verzögerung zugewiesen.
Auf fast allen Heeresübungen wurden die Panzeraufklärungsbataillone als gemischte Panzerbataillone vorne im Verzögerungsgefecht eingesetzt.
Diese gemischten Panzeraufklärungsbataillone fungierten als 4. Manöverelement unter Führungsvorbehalt für Kampfaufgaben. Dazu würden auch die Bereinigung von Krisenlagen durch schnelles Verstärken in einem Schwerpunkt, Schließen von Lücken bei Panzerdurchbrüchen oder kurze lokale Gegenangriffe zählen.
Es war davon auszugehen, dass die Spähaufklärung auf der Breite des Divisionsgefechtsstreifens nicht in zehn aufgesplitterte schwere Spähtrupps (Spähaufklärungsschleier unter Divisionsverantwortung) stattgefunden hätte, sondern im geschlossenen Einsatz aller 34 Kampfpanzer. An den Gefechtsstand eines PzAufklBtl kämen daher in schneller Folge ein unterschiedliches Aufgabenspektrum zu.
Die Nachteile dabei wären:
- reduzierte Verantwortung der Brigadekommandeure in ihrem Gefechtsstreifen
- Zeitverzögerung der Weitergabe von Aufklärungsergebnissen an die Kampftruppe
- hohe Verluste bei der Kampfaufklärungstruppe durch eigenes Feuer in der kritischen Aufnahmephase am VRV

Die Heeresstruktur 4 veränderte die Panzeraufklärungsbataillone stark, weil die 4. Kompanie, die mit ihren Panzergrenadier-, Panzer-, Mörser- und Pionierkräften das Bataillon bisher zum selbstständigen Gefecht der verbundenen Waffen befähigte, 1980 aufgelöst wurde. Stattdessen erhielt das Bataillon eine weitere Panzeraufklärungskompanie vom Typ der 2. und 3. Kompanie. 1982 wurden die 2. und 3. Kompanie in schwere Kompanien und die 4. Kompanie in eine gemischte Kompanie umgegliedert. Außerdem wurde eine 5. Kompanie mit Jägern und Transportpanzer Fuchs zur infanteristischen Gewinnung von Aufklärungsergebnissen gebildet. Schließlich wurde das Panzeraufklärungsbataillon um einen Radarzug mit dem Aufklärungsradar Rasit verstärkt, der der 4. Kompanie unterstellt war.
Es ergab sich folgende Gliederung des Panzeraufklärungsbataillons (Stand 1982):
- Stabs- und Versorgungskompanie
- 2 schwere Panzeraufklärungskompanien  mit 4 schweren Spähtrupps (mit je 3 KPz Leopard 1)
- 1 gemischte Panzeraufklärungskompanie mit 2 schweren Spähtrupps (mit je 3 KPz Leopard 1) und 1 leichten Spähzug (mit 4 leichten Spähtrupps mit je 2 SpPz Luchs)
- 1 Panzeraufklärungskompanie TPz mit 10 Transportpanzern Fuchs und 3 Panzerabwehrraketensystemen Milan
- 1 Ausbildungskompanie
- 3 Brigadespähzüge (in Friedenszeiten dem Bataillon unterstellt) mit 4 leichten Spähtrupps mit je 2 SpPz Luchs
- 1 Radarzug mit 9 Radartrupps PARA

### Heeresstruktur 5 und 5(N) (1990–1994)
Aufgrund der Regelungen im Zwei-plus-Vier-Vertrag konnte die Stärke der Bundeswehr auf 370.000 Mann verringert werden. Zunächst wuchs die Bundeswehr jedoch durch die von der NVA übernommenen Verbände. Im April 1991 wurden aus ehemaligen NVA-Einheiten die Panzeraufklärungsbataillone 70 in Gotha und 80 in Beelitz aufgestellt, die später die Ordnungsnummern 13 und 14 erhielten. Damit gab es insgesamt 13 Panzeraufklärungsbataillone, womit diese Truppengattung ihre Höchststärke in der Geschichte der Bundeswehr erreicht hatte.
Ab Ende 1992 wurden die Panzeraufklärungsbataillone 1, 3 und 5 in leichte Bataillone umgegliedert, die den Korps zugeordnet waren und im Frieden einer Division unterstanden. Die übrigen Bataillone 2, 6, 7, 8, 11, 12, 13 und 14 wurden in schwere Divisionsbataillone umgegliedert. 1993 wurden die Bataillone 4 und 10 aufgelöst, 1994 gefolgt vom Panzeraufklärungsbataillon 1.
Die Kampfpanzer Leopard 1 wurden durch den Kampfpanzer Leopard 2 ersetzt. Die Radarzüge wurden aufgelöst und gingen in den neu gebildeten Brigadespähkompanien und in den leichten Bataillonen auf.
Gliederung eines leichten Panzeraufklärungsbataillons Korps:
- Stabs- und Versorgungskompanie
- 1 Luftlandeaufklärungszug (im Einsatz einer Luftlandebrigade unterstellt)
- 3 Panzeraufklärungskompanien mit 6 leichten Spähtrupps (je 2 SpPZ Luchs) und 3 Radartrupps PARA
- 1 Panzeraufklärungskompanie gekadert

Gliederung eines schweren Panzeraufklärungsbataillons Division
- Stabs- und Versorgungskompanie
- 3 gemischte Panzeraufklärungskompanien mit 3 schweren Spähtrupps (mit je 3 KPz Leopard 2) und 5 leichten Spähtrupps (mit je 2 SpPz Luchs)
- 1 Brigadespähkompanie (in Friedenszeiten dem Bataillon unterstellt) mit 6 leichten Spähtrupps mit je 2 SpPz Luchs und 3 Radartrupps PARA
- 1 Panzeraufklärungskompanie (gekadert)

1995 wurde entschieden, wegen der weiteren Heeresreduzierung die Panzeraufklärungsbataillone 2 (Auflösung 1996), 11 und 14 (Auflösung 1997) außer Dienst zu stellen. Der Lehrauftrag, der seit 1958 beim Panzeraufklärungslehrbataillon 11 gelegen hatte, ging auf das Panzeraufklärungsbataillon 3 über.

### Die Panzeraufklärungstruppe im Neuen Heer für neue Aufgaben (ab 1995)

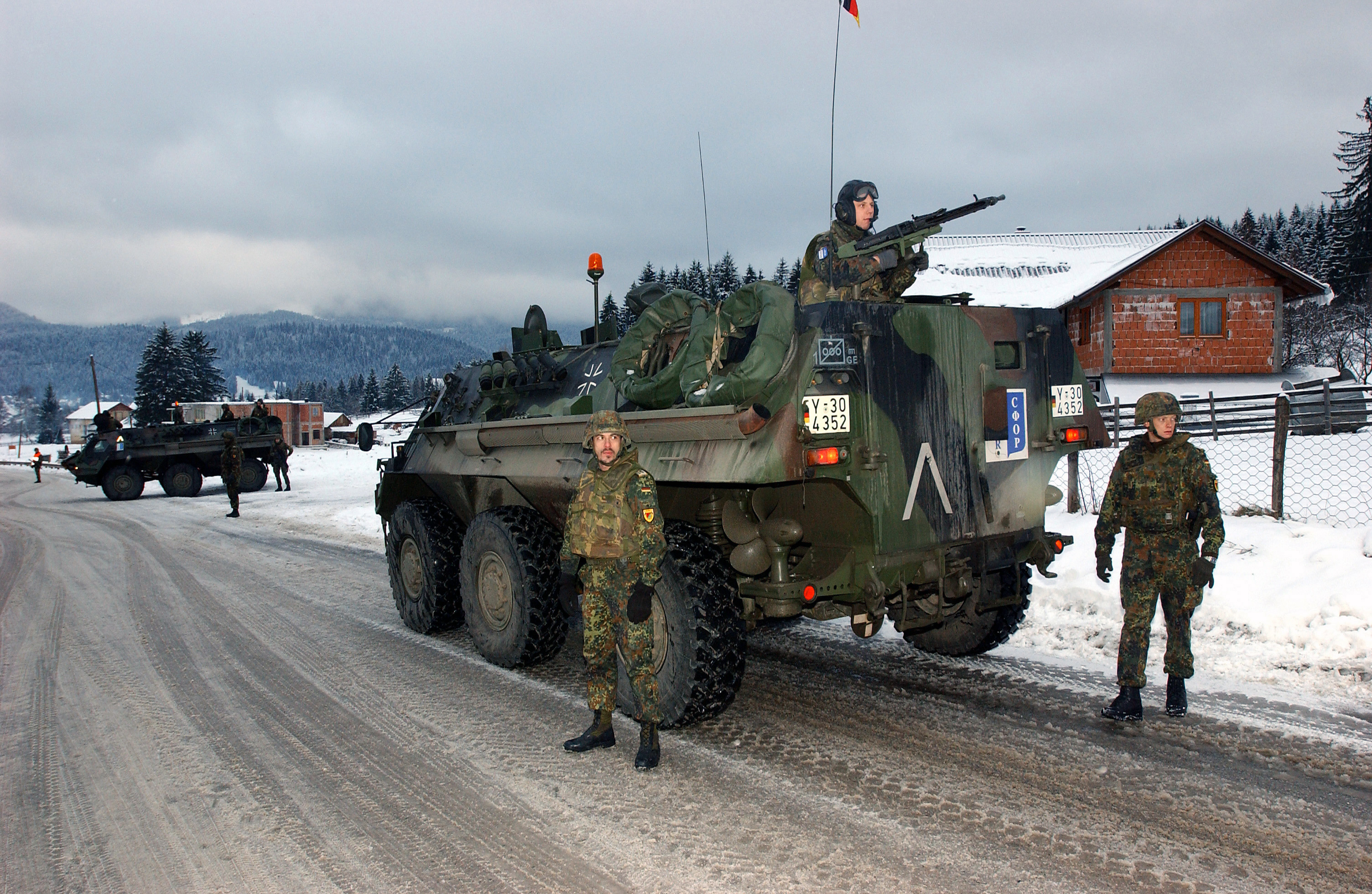
Panzeraufklärer mit Transportpanzer Fuchs in Bosnien, SFOR, 2004

Die wesentliche Änderung dieser neuen Heeresstruktur bestand in der Einteilung des Heeres in Krisenreaktionskräfte und Hauptverteidigungskräfte. Ab 1995 verfügte jede aktive Division über ein Panzeraufklärungsbataillon und jede mechanisierte Brigade über eine Panzeraufklärungskompanie.
Struktur des Panzeraufklärungsbataillon Division im "Neuen Heer für neue Aufgaben"
- Stabs- und Versorgungskompanie
- 3 Panzeraufklärungskompanien mit 6 leichten Spähtrupps (je 2 SpPz Luchs) und 3 Radartrupps PARA

(in den Hauptverteidigungskräften eine der Panzeraufklärungskompanien gekadert)
Der Umfang der Panzeraufklärungstruppe der Bundeswehr umfasste zuletzt (Stand: 2005) insgesamt fünf Bataillone. Auf Brigadeebene waren elf aktive und drei nichtaktive Panzeraufklärungskompanien eingeplant.
Die schweren Kampfpanzer Leopard 2 wurden bis 2001 aus der Truppengattung herausgelöst. Damit entfiel, ohne zusätzliche Verstärkung durch unterstellte oder zur Seite gestellte Kampftruppen, die Option „Aufklärung durch Kampf“. Stattdessen konzentrierten sich die Panzeraufklärer auf ihre eigentliche Kernaufgabe: Die Spähaufklärung. Beginnend seit 2003 wurde das Waffensystem Luchs durch den gänzlich neu entwickelten Spähwagen Fennek ersetzt. Ein Spähtrupp der Panzeraufklärer bestand aus zwei Spähpanzern Luchs mit je vier Mann Besatzung (Kommandant, Richtschütze, Fahrer und Rückwärtsfahrer gleichzeitig Funker) bzw. aus zwei Spähwagen Fennek mit drei Mann Besatzung. Der erste Fennek wurde am 10. Dezember 2003 an der Panzertruppenschule in Munster an die Truppe übergeben. Die vorerst letzten Fahrzeuge wurden 2007 ausgeliefert. Im verstärkten Spähtrupp konnte optional noch ein Radarträger Fuchs mit Panzeraufklärungsradar RASIT hinzukommen.
Die traditionsreiche Truppengattung ging im Rahmen der Transformation der Bundeswehr in der neu geschaffenen Heeresaufklärungstruppe auf und hörte damit auf zu existieren. Ursprüngliche Panzeraufklärungseinheiten werden seitdem als Aufklärungseinheiten bezeichnet. Die Heeresaufklärungstruppe umfasste ab 2007 die Kräfte der Panzeraufklärer einschließlich der Luftlandeaufklärungseinheiten, die Fernspähkräfte, die Feldnachrichtenkräfte sowie Kräfte der luftgestützten unbemannten abbildenden Aufklärung (Drohnen), die den Aufklärungsverbänden und -einheiten zugeordnet sind. Die Heeresaufklärungstruppe wirkt durch bodengebundene und luftgestützte Lageaufklärung und ist ein wesentlicher Träger der Nachrichtengewinnung und Aufklärung im Heer. Der Schutz der Panzeraufklärungstruppe soll in den Heeresaufklärungsverbänden nicht mehr durch starke Panzerung, sondern durch frühzeitige Informationsgewinnung gewährleistet werden.

## Ausbildung
Die Ausbildung und Weiterentwicklung der Panzeraufklärungstruppe erfolgte im Wesentlichen an der Panzertruppenschule in Munster. Der Kommandeur der Panzertruppenschule war gleichzeitig General der Panzertruppen (bis 2006 als General der Gepanzerten Kampftruppen bezeichnet). Der General der Panzertruppen war verantwortlich für die Ausbildung und Weiterentwicklung der Gepanzerten Kampftruppen (ab 2006 Panzertruppen). Eine eigenständige Truppenschule für die Panzeraufklärungstruppe existierte nur bis 1957 in Bremen als die Truppenschule für Panzeraufklärer in die Panzertruppenschule eingegliedert wurde.

## Organisation

### Einordnung
In der Bundeswehr gehörten die Panzeraufklärungstruppe zuletzt wie die Panzer- und Panzergrenadiertruppe zu den Panzertruppen. Bis 2006 waren diese Truppengattungen im Truppengattungsverbund  Gepanzerte Kampftruppen zusammengefasst. Die Panzertruppen und Gepanzerten Kampftruppen zählten zu den Kampftruppen der Bundeswehr.
Die luftlandefähigen Truppenteile der Panzeraufklärungstruppe wurden (und werden es noch heute) als Luftlandeaufklärer bezeichnet. Eine eigenständige aber inhaltlich verwandte Truppengattung bildete die Fernspähtruppe und die Feldnachrichtentruppe. Unabhängige Aufklärungskapazitäten erwähnenswerten Umfanges besaßen darüber hinaus im Heer die Heeresflugabwehrtruppe, die Artillerietruppe und die Fernmeldetruppe (auch Fernmeldetruppe EloKa), die eine eigene Fernmeldeaufklärung betrieb.

### Truppenteile
Der Umfang der Panzeraufklärungstruppe der Bundeswehr umfasste vor Beginn der Auflösung 2005 noch insgesamt fünf Bataillone. Auf Brigadeebene waren elf aktive und drei nichtaktive Panzeraufklärungskompanien ausgeplant. Einige der zuletzt bestehenden Truppenteile wurden zur Aufstellung der Heeresaufklärungstruppe umgegliedert. Sie bestehen bis heute unter geänderter Bezeichnung leicht verändert fort.

## Ausrüstung

### Hauptwaffensystem
Hauptwaffensystem waren zuletzt der Spähpanzer Luchs und der bereits in Vorgriff auf die Umrüstung zur Heeresaufklärungstruppe neu in die Truppe eingeführte Spähwagen Fennek, der die meisten der Transportpanzer Fuchs bei der Panzeraufklärungstruppe ablöste. Ebenfalls im Vorgriff auf die Umgliederung zu einer leichteren Aufklärungstruppe, die auf die Aufklärung durch Kampf im Verbund mit der Panzertruppe weitgehend verzichten sollte, entfiel bereits im Jahr 2001 der Kampfpanzer Leopard 2.

### Uniform

Beispiel für die Kavalleriesymbolik bei den Panzeraufklärern: hier (Panzer-)Aufklärungslehrbataillon 3 „Lüneburg“

Die Panzeraufklärer der Bundeswehr standen in der Tradition der Kavallerie. Die Truppe übernahm die Waffenfarbe Goldgelb der Kavallerie der Wehrmacht war und viele interne Verbandsabzeichen trugen stilisierte Pferde.
Die Barettfarbe der Panzeraufklärer war schwarz, da die Panzeraufklärer zu den Panzertruppen gehörten, die seit 1971 schwarze Barette trugen. Das Barett-/Truppengattungsabzeichen der Panzeraufklärungstruppe zeigte einen stilisierten Radaufklärungspanzer im Eichenlaubkranz auf zwei gekreuzten Kavallerielanzen. Im Barettabzeichen der Heeresaufklärungstruppe blieben die Lanzen erhalten.

Kragenspiegel in der Waffenfarbe Goldgelb
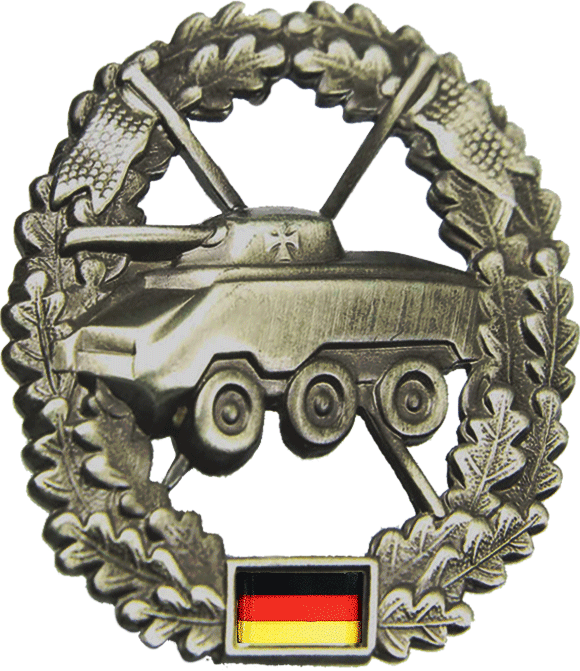
Barett-/ Truppengattungsabzeichen

### Taktisches Zeichen
Im NATO-Schema für taktische Zeichen bestand das taktische Zeichen der Panzeraufklärungstruppe aus einem liegenden Oval und einer von der linken unteren in die rechte obere Ecke gezogenen Linie. Das Oval stilisiert die Gleiskette eines Kettenfahrzeugs. Auch die taktischen Zeichen der der anderen Truppengattungen der gepanzerten Kampftruppen bildeten dieses Symbol ab, das allgemein für gepanzerte und mechanisierte Truppen stand. Die Linie war folglich Symbol für Aufklärer. Möglicherweise geht das Symbol auf die sich kreuzenden Reiterlanzen der Ulanen zurück, die auch im Truppengattungsabzeichen abgebildet waren. Die Heeresaufklärungstruppe führt das taktische Zeichen der Panzeraufklärungstruppe in veränderter Form fort: in Reaktion auf den Wegfall der Kampf- und Spähpanzer entfiel die stilisierte Gleiskette.

Taktisches Zeichen

## Dienstgradbezeichnungen
Dienstgradbezeichnung des niedrigsten Dienstgrades Soldat in Truppenteilen der Panzeraufklärungstruppe war Panzerschütze. Er entsprach dem Dienstgradbezeichnungen Schütze, Funker, Panzergrenadier usw. anderer Truppengattungen, Teilstreitkräfte und militärischer Organisationsbereiche. Die übrigen Dienstgrade entsprachen den allgemeinen Dienstgraden der Bundeswehr.
| Mannschaftsdienstgrad |               |                    |
| Niedrigerer Dienstgrad |               | Höherer Dienstgrad |
| – | Panzerschütze | Gefreiter          |
| Dienstgradgruppe: Mannschaften – Unteroffiziere o.P. – Unteroffiziere m.P. – Leutnante – Hauptleute – Stabsoffiziere – Generale |               |                    |